# رود ساتیس
رود ساتیس (انگلیسی: Satis) یک رودخانه در استان نیژنی نووگورود کشور روسیه است.